# Soera De Rennenden
Soera De Rennenden is een soera van de Koran.
De soera is vernoemd naar de snuivend rennenden waarbij gezworen wordt in de eerste aya. De soera geeft aan dat de mens zijn bezit te lief heeft en is verhard tegenover God.

## Duiding
Met de rennenden worden paarden of wellicht dromedarissen bedoeld.